# Jiangsu Linhai Power Group
Pour les articles homonymes, voir Linhai (homonymie).
La société Jiangsu Linhai Power Group est un fabricant chinois de motos, scooters, quads (vendus sous la marque Hytrack) et autres machines agricoles.